# بچه‌های کوچه دوستی
بچه‌های کوچه دوستی یک مجموعه تلویزیونی محصول سال ۱۳۸۸ به کارگردانی هنگامه مفید،  و تهیه‌کنندگی سیدافضل میرلوحی می‌باشد، که از شبکه قرآن پخش شد. این مجموعه در ۲۴ قسمت تهیه شد.

## بازیگران
- جلیل فرجاد
- مرتضی احمدی
- اکبر رحمتی
- عباس محبی
- آرش میراحمدی
- افشین سنگ‌چاپ
- فریده دریامج
- معصومه آقاجانی
- آزیتا رضایی
- صدیقه کیانفر
- پیمان شریعتی
- رؤیا امامی